# Епархия Свидницы
 Епархия Свидницы  (лат.  Dioecesis Suidniciensis) — епархия Римско-Католической церкви с центром в городе Свидница, Польша. Епархия Свидницы входит в митрополию Вроцлава. Кафедральным собором епархии Свидницы является церковь святых Станислава и Вячеслава.

## История
24 февраля 2004 года Римский папа Иоанн Павел II издал буллу «Multos fructus», которой учредил епархию Свидницы, выделив её из архиепархии Вроцлава и епархии Легницы.

## Ординарии епархии
- епископ Игнаций Дец (24.02.2004 — по настоящее время)

## Источник
- Annuario Pontificio, Libreria Editrice Vaticana, Città del Vaticano, 2003, ISBN 88-209-7422-3
- Булла Multos fructus  (лат.)